# Бутл-Уилбрахам, Лайонел, 6-й барон Скелмерсдейл
Лайонел Бутл-Уилбрахам, 6-й барон Скелмерсдейл DSO MC (англ. Lionel Bootle-Wilbraham, 6th Baron Skelmersdale; 23 сентября 1896 — 21 июля 1973) — бригадир Британской армии, британский лорд, участник обеих мировых войн.

## Биография
Родился 23 сентября 1896 года в семье Лайонела Бутл-Уилбрахама-старшего, майора Королевских ирландских фузилёров, и Лавинии Бутл-Уилбрахам, дочери Абрахама Уилсона. Майор Лайонел был внуком Эдварда Булт-Уилбрахама, 1-го барона Скелмерсдейл. Сын обучался в Веллингтонском и Челтнемском колледжах.
В августе 1914 года Бутл-Уилбрахам записался в 3-й (особого запаса) батальон Хэмпширского полка, после чего поступил в Королевскую военную академию в Сандхерсте в 1915 году, окончил её в том же году и направлен в Колдстримскую гвардию. В 1917 году награждён Военным крестом. После войны служил в Турции во время Чанакского кризиса, затем направился служить в Британскую Индию адъютантом при губернаторе Мадраса в 1924—1927 годах. В 1927 году он отправился в Китай во время Шанхайской резни, позднее вернулся в Мадрас как военный секретарь при губернаторе (1929—1932). Служил в Египте и Судане в 1932 году.
В начале Второй мировой войны Лайонел Бутл-Уилбрахам возглавлял 2-й батальон Колдстримской гвардии в дни Французской кампании: именно эта часть обеспечивала безопасность эвакуации французских и британских войск в Дюнкерке. В конце эвакуации он руководил 1-й гвардейской механизированной бригадой, за обеспечение безопасной эвакуации награждён орденом «За выдающиеся заслуги». 20 сентября 1940 назначен командиром 126-й восточно-ланкаширской пехотной бригады при 42-й восточно-ланкаширской пехотной дивизии. Через год после преобразования 42-й дивизии из пехотной в бронетанковую Бутл-Уилбрахам возглавил 215-ю отдельную пехотную бригаду, с октября 1941 года командовал 32-й гвардейской бригадой, которая несла службу в Лондоне и занималась охраной наиболее густонаселённых кварталов города. Позднее 32-я бригада стала пехотным элементом Гвардейской бронетанковой дивизии. В 1942 году Бутл-Уилбрахам поступил в Штабной колледж в Кемберли, в 1943 году назначен бригадиром в Восточном командовании. С апреля руководил 137-й пехотной бригадой при штаб-квартире, занимаясь управлением военными лагерями, отбором солдат и обучением батальонов, а также восстановлением раненых в боях солдат.
В послевоенные годы Бутл-Уилбрахам служил подполковником Колдстримской гвардии до 1949 года, однако в отставку вышел в звании бригадира. Позднее работал в Associated British Oil Engine Company и Brush Export Ltd директором и представителем в Карибском регионе и Латинской Америке в 1949—1959 годах. Титул барона Скелмерсдейла принял в 1969 году после смерти кузена. Скончался 21 июля 1973 года.

## Семья
Лайонел Бутл-Уилбрахам женился 1 октября 1936 на Энн Куилтер (19 мая 1913—1974), дочери Перси Катберта Куилтера и сэра Уильяма Катберта Куилтера, 1-го баронета. В браке родились четверо детей:
- Лавиния (1 августа 1937), вышла в 1969 году замуж за Роберта Брайана Ноэля Мэсси
- Оливия (31 декабря 1938), состояла в 1961—1975 годах в браке с Энтони Джоном Хулом Лоулси-Уильямсом
- Роджер (2 апреля 1945), унаследовал титул барона и стал 7-м бароном Скелмерсдейлом[1][2]
- Дафна (14 октября 1969), состояла в 1980—1992 годах в браке с Джослином Питером Гором Грэмом